# Ruellia siraensis
Ruellia siraensis är en akantusväxtart som beskrevs av Wassh.. Ruellia siraensis ingår i släktet Ruellia och familjen akantusväxter. Inga underarter finns listade i Catalogue of Life.